# Lưu Hi Nghiêu
Lưu Hi Nghiêu (giản thể: 刘希尧; phồn thể: 劉希堯; bính âm: Liú Xīyáo, ? - 1649), xước hiệu là Cải thế vương hay Trị thế vương, một trong 5 thủ lĩnh của Cách, Tả ngũ doanh thuộc phong trào khởi nghĩa nông dân cuối đời Minh.

## Quá trình hoạt động
Từ năm thứ 10 (1637) đến thứ 15 (1642), ông hội họp với bọn "Lão Hồi Hồi" Mã Thủ Ứng, "Cách lý nhãn" Hạ Nhất Long, "Tả kim vương" Hạ Cẩm, "Loạn thế vương" Lận Dưỡng Thành, lấy vùng núi Anh Sơn, Hoắc Sơn thuộc đông bộ Hồ Bắc làm cứ điểm, hoạt động ở giao giới 3 tỉnh An Huy, Hà Nam, Hồ Bắc, trường kỳ đấu tranh với quan quân, được gọi là Cách, Tả ngũ doanh hay Hồi, Cách ngũ doanh.
Năm thứ 15 (1642), Cách, Tả ngũ doanh liên kết với Lý Tự Thành, chủ yếu hoạt động ở một dải tây bộ Hồ Bắc và tây bắc bộ Hồ Nam, đánh chiếm được các nơi Di Lăng, Lễ Châu, Thường Đức. Cách, Tả ngũ doanh còn đưa quân về Hà Nam phối hợp với Lý Tự Thành trong nhiều chiến dịch quan trọng.
Sau khi Lý Tự Thành giết chết La Nhữ Tài và Hạ Nhất Long, thống nhất chỉ huy, biên chế lại nghĩa quân, Hi Nghiêu được làm Chế tướng quân. Tự Thành mất, ông tiếp tục tham gia kháng Thanh. Năm Vĩnh Lịch thứ 3 nhà Nam Minh, tức năm Thuận Trị thứ 5 nhà Thanh (1649), Hi Nghiêu và Lưu Phương Lượng tử trận ở Sâm Châu .